# Коменяска
Коменяска (рум. Comăneasca) — село у повіті Бреїла в Румунії. Входить до складу комуни Тудор-Владіміреску.
Село розташоване на відстані 153 км на північний схід від Бухареста, 20 км на захід від Бреїли, 138 км на північний захід від Констанци, 34 км на південний захід від Галаца.

## Населення
За даними перепису населення 2002 року у селі проживали 254 особи, усі — румуни. Усі жителі села рідною мовою назвали румунську.